# Rogue One: Priča iz Ratova zvijezda
Rogue One: Priča iz Ratova zvijezda (eng. Rogue One: A Star Wars Story) ili samo Rogue One američki je epski znanstveno-fantastični film koji je režirao Gareth Edwards. Scenarij filma napisali su Chris Weitz i Tony Gilroy. Rogue One je prvi samostalni film Ratova zvijezda. Radnja filma događa se neposredno prije radnje prvog snimanog, tj. kronološki četvrtog filma serijala. Govori o grupi pobunjenika-špijuna čija glavna misija je ukrasti nacrte Zvijezde Smrti, novog oružja Galaktičkog Imperija. Film je proizveo studio LucasFilm Ltd., dok će ga distribuirati Walt Disney Studios Motion Pictures.

## Radnja
Nakon što se oformio Galaktički Imperij, Savez pobunjenika unovačuje Jyn Erso kako bi uz pomoć Cassiana Andora i ostatka tima ukrala nacrte Zvijezde Smrti, novog oružja Galaktičkog Imperija.

## Premijera
Premijera filma održana je 10. prosinca 2016. godine u kazalištu Pantages u Los Angelesu. Film je 14. prosinca 2016. godine izdan u nekolicini europskih zemalja, dok će 16. prosinca biti izdan u Sjevernoj Americi.

## Produkcija

### Snimanje
Snimanje filma započelo je 8. kolovoza 2015. u Elstree studijima u Hertfordshireu, Ujedinjeno Kraljevstvo. Sniman je Ultra Panavision 70 lećama i Arri Alexa 65 kamerama.
Snimanje je vršeno na nekoliko lokacija - neke od njih su atol Laamu na Maldivima, Island i Jordan. Nakon izdavanja prvog trailera, korisnici su na Twitteru komentirali da je stanica londonskog metroa u Canary Wharfu korištena za dio snimanja. Kasnije je potvrđeno da je ta stanica korištena za snimanje scene potjere u jednoj od imperijskih baza, a snimanje je održano između ponoći i 4 sata ujutro, kada je stanica zatvorena.

## Vanjske poveznice
- Službena stranica
- Rogue One na IMDb-u
- Rogue One na Rotten Tomatoesu